# Neritos odorata
Neritos odorata là một loài bướm đêm thuộc phân họ Arctiinae, họ Erebidae.